# Gustavo Ruiz Díaz
Gustavo Ruiz Díaz (* Concordia, Provincia de Entre Ríos, Argentina, 26 de septiembre de 1981) es un exfutbolista argentino que jugaba de volante defensivo, y su último equipo fue Libertad Concordia.
Retirado en 2016.

## Trayectoria
Gustavo Ruiz Díaz comenzó en las inferiores de Racing pero lo dejaron libre, entonces fue a buscar nuevos horizontes y llegó Los Andes de Lomas de Zamora. Llegó al club "Milrayitas" en 1999 con 18 años de edad y se unió a las Categorías menores de ese club. En el 2000 fue parte del plantel que ascendió a la Primera División, luego hacerlo por última vez hace 29 años (su última participación había sido en el Campeonato Metropolitano 1971).
En el 2001 tuvo su primera convocatoria para un partido de fútbol de Primera División, cuando el director técnico Miguel Ángel Russo lo llamó para ser parte del plantel que enfrentó a Lanús en el Estadio Gallardón. Ese año descendió a la Nacional B. Debutó oficialmente el 27 de octubre ante Tigre en el Torneo Primera B Nacional 2001-2002.
En el 2004 descendió a la Primera B Metropolitana. Ruiz Díaz ya era un ícono para la hinchada de Lomas, y con el pasar de los años se fue convirtiendo en ídolo. En el 2008 se fue a jugar al Emelec de la Serie A de Ecuador donde dejó una buena imagen.
El 2009 fue un contratado por el Club Comunicaciones de Buenos Aires y posteriormente por el Brown de Adrogué. El 2014 retorna a Los Andes.donde logra el Ascenso a la B Nacional.
Para la temporada 2014-2015 por temas personales Gustavo se despide de su club de toda la vida para continuar su carrera en Libertad Concordia. El 2016 pasa al Club Colegiales.

## Clubes
| Club               | País      | Año               |
| ------------------ | --------- | ----------------- |
| Los Andes          | Argentina | 1999-2008         |
| Emelec             | Ecuador   | 2008              |
| Comunicaciones     | Argentina | 2009              |
| Brown de Adrogué   | Argentina | 2009-2014         |
| Los Andes          | Argentina | 2014              |
| Libertad Concordia | Argentina | 2014 - 2015       |
| Club Colegiales    | Argentina | 2014 - Actualidad |